# 초다양체
초다양체(超多樣體, 영어: supermanifold)는 초대칭을 고려하여 다양체의 개념을 일반화시킨 것이다. 비가환 다양체의 특정한 종류나, 일반적 비가환 공간보다 훨씬 더 정규적이어서, 미분기하학 등을 할 수 있다.

## 정의

### 초공간
음이 아닌 정수 {\displaystyle p,q}를 생각하자. ({\displaystyle p}는 보손적 차원의 수, {\displaystyle q}는 페르미온적 차원의 수다.) {\displaystyle p|q}차원의 초공간은 다음과 같은 데이터로 주어진 환 달린 공간이다.
- 두 실수 벡터 공간 {\displaystyle X}, {\displaystyle V} ({\displaystyle \dim X=p}, {\displaystyle \dim V=q})
- 자명한 벡터 다발 {\displaystyle \textstyle E=X\times \bigwedge (V^{*})\twoheadrightarrow X}
- {\displaystyle E}의 매끄러운 단면으로 구성되는, {\displaystyle \mathbb {Z} /2} 등급 실수 결합 대수의 층 {\displaystyle \textstyle \Gamma ^{\infty }(X,E)={\mathcal {C}}^{\infty }(X)\otimes \bigwedge (V^{*})}

이 층의 단면
{\displaystyle f\in {\mathcal {C}}^{\infty }\left(X,\bigwedge V^{*}\right)}
은 다음과 같이 “테일러 급수” 전개를 갖는다.
{\displaystyle f=\sum _{I,J}{\frac {1}{I!}}f_{I,J}x^{I}\xi ^{J}+o(1)}
{\displaystyle I\in \mathbb {N} ^{\dim V}}
{\displaystyle J\in \{0,1\}^{\dim V}}
이에 따라, 이는 “가환 좌표” {\displaystyle (x^{1},\dotsc ,x^{p})}와 “반가환 좌표” {\displaystyle (\xi ^{1},\dotsc ,\xi ^{q})}에 대한 “함수”로 여겨질 수 있다. 
이 환 달린 공간을 {\displaystyle \mathbb {R} ^{p|q}}로 표기하자.

### 초다양체
음이 아닌 정수 {\displaystyle p,q}를 생각하자. ({\displaystyle p}는 보손적 차원의 수, {\displaystyle q}는 페르미온적 차원의 수다.) {\displaystyle p|q}차원의 초다양체는 다양체이자, 국소적으로 {\displaystyle \mathbb {R} ^{p|q}}와 동형인 환 달린 공간이다.
이는 일반적 매끄러운 다양체의 정의 (국소적으로 {\displaystyle {\mathcal {C}}^{\infty }(\mathbb {R} ^{p})}와 동형인 환 달린 공간)과 유사하다.

### 초다양체 위의 미분 형식
데카르트 좌표계 {\displaystyle (x^{1},\dotsc ,x^{p},\theta ^{1},\dotsc ,\theta ^{q})}를 갖는 초공간 {\displaystyle \mathbb {R} ^{p|q}} 위의 미분 형식들의 층은 다음과 같은, {\displaystyle \mathbb {Z} /2} 등급 미분 등급 대수의 층이다.
{\displaystyle \Omega (\mathbb {R} ^{p|q})={\mathcal {C}}^{\infty }(\mathbb {R} ^{p})\otimes _{\mathbb {R} }\bigwedge \operatorname {Span} _{\mathbb {R} }\left\{\mathrm {d} x^{1},\dotsc ,\mathrm {d} x^{p},\,\theta ^{1},\dotsc ,\theta ^{q},\mathrm {d} \theta ^{1},\dotsc ,\mathrm {d} \theta ^{q}\right\}}
{\displaystyle \deg x^{i}=\deg \mathrm {d} \theta =0}
{\displaystyle \deg \mathrm {d} x^{i}=\deg \theta ^{i}=1}
임의의 {\displaystyle p|q}차원 초다양체 {\displaystyle M}의 미분 형식들의 층은 초공간 위의 미분 형식의 층들을 짜깁기하여 얻어진다.

## 분류
{\displaystyle M}이 매끄러운 다양체라고 하고, {\displaystyle E}가 {\displaystyle M} 위의 벡터 다발이라고 하자. 그렇다면 외대수 {\displaystyle \textstyle \bigwedge ^{\bullet }(E^{*})}의 매끄러운 단면들의 층을 갖춘 {\displaystyle M}은 초다양체를 이룬다. 이를 {\displaystyle \Pi E}라고 쓴다. {\displaystyle \Pi }는 매끄러운 벡터 다발의 범주에서 초다양체의 범주로 가는 함자이다.
{\displaystyle \Pi \colon \operatorname {VectBdl} \to \operatorname {sMfd} }
특히, {\displaystyle E=\mathrm {T} M}(접다발)인 경우 {\displaystyle \Pi \mathrm {T} M}은 미분 형식들의 층 {\displaystyle \Omega (M)}이다.
배첼러 정리(Batchelor定理, 영어: Batchelor's theorem)에 따르면, 이 함자는 사실상 전사 함자이다. 즉. 모든 초다양체는 {\displaystyle \Pi E}의 꼴의 초다양체와 동형이다. 그러나 이는 표준적이지 못하며, 또한, 함자 {\displaystyle \Pi }는 (초다양체의 범주에 동치류를 취하더라도) 범주의 동치를 이루지 않는다. 이는 초다양체의 사상이 벡터 다발 사상과 매우 다르기 때문이다. 구체적으로, 두 매끄러운 벡터 다발 {\displaystyle E\twoheadrightarrow M}, {\displaystyle F\twoheadrightarrow N}이 주어졌을 때, 그 사이의 벡터 다발 사상
{\displaystyle \phi \colon E\to F}
은 초다양체의 사상
{\displaystyle \Pi \phi \colon \Pi (E)\to \Pi (F)}
을 유도하는데, 층 단면의 밂
{\displaystyle (\Pi \phi )_{*}\colon \Gamma ({\mathcal {O}}_{\Pi (E)})\to \Gamma ({\mathcal {O}}_{\Pi (F)})}
는 (외대수에서 유도되는) {\displaystyle \mathbb {N} } 값의 차수를 보존하지만, 일반적으로 초다양체의 사상은 {\displaystyle \mathbb {Z} /2} 차수만을 보존한다.

### 초다양체 사상의 분류
임의의 두 초다양체 {\displaystyle M}, {\displaystyle N}에 대하여, 다음이 성립한다.
{\displaystyle \hom _{\operatorname {sMfd} }(M,N)\cong \hom _{\operatorname {sAlg} _{\mathbb {R} }}(\Gamma ({\mathcal {O}}_{N}),\Gamma ({\mathcal {O}}_{M}))}
여기서
- {\displaystyle \operatorname {sAlg} _{\mathbb {R} }}는 실수 위의, {\displaystyle \mathbb {Z} /2} 등급을 갖는 실수 등급 대수의 범주이다.

즉, 이는 함자
{\displaystyle \operatorname {sMfd} \to \operatorname {sAlg} _{\mathbb {R} }^{\operatorname {op} }}
를 정의한다. 또한, 이는 충실충만한 함자이다.

## 참고 문헌
- Rogers, Alice (2007년 4월). 《Supermanifolds: theory and applications》 (영어). Singapore: World Scientific. doi:10.1142/1878. ISBN 978-981-02-1228-5.
- Cattaneo, Alberto S.; Florian Schätz (2011년 7월). “Introduction to supergeometry”. 《Reviews in mathematical physics》 (영어) 23 (6): 669. arXiv:1011.3401. Bibcode:2011RvMaP..23..669C. doi:10.1142/S0129055X11004400. ISSN 0129-055X.
- Sardanashvily, G. (2009). “Lectures on supergeometry” (영어). arXiv:0910.0092. Bibcode:2009arXiv0910.0092S.
- Witten, Edward (2012). “Notes on supermanifolds and integration” (영어). arXiv:1209.2199. Bibcode:2012arXiv1209.2199W.
- Witten, Edward (2012). “Notes on super Riemann surfaces and their moduli” (영어). arXiv:1209.2459. Bibcode:2012arXiv1209.2459W.
- Hohnhold, Henning; Stefan Stolz, Peter Teichner (2011). “Super manifolds: An incomplete survey”. 《Bulletin of the Manifold Atlas》 (영어) 2011: 1–6. 2012년 9월 10일에 원본 문서에서 보존된 문서. 2013년 1월 7일에 확인함.
- Carmeli, Claudio (2006). 《Super Lie groups: structure and representations》 (PDF) (영어). 박사 학위 논문. Università degli Studi di Genova. 2011년 8월 6일에 원본 문서 (PDF)에서 보존된 문서. 2013년 6월 6일에 확인함.

## 같이 보기
- 초공간
- 초대칭
- 매끄러운 다양체
- 비가환 공간